# Robert Thirsk
 (septembre 2011).
Si vous disposez d'ouvrages ou d'articles de référence ou si vous connaissez des sites web de qualité traitant du thème abordé ici, merci de compléter l'article en donnant les références utiles à sa vérifiabilité et en les liant à la section « Notes et références ».
Robert Brent Thirsk est un astronaute canadien né le 17 août 1953.

## Biographie
Bob Thirsk fait ses études primaires et secondaires en Colombie-Britannique, en Alberta et au Manitoba. Il obtient un baccalauréat en sciences et en génie mécanique de l'Université de Calgary en 1976, une maîtrise en sciences et en génie mécanique du Massachusetts Institute of Technology (MIT) en 1978, un doctorat en médecine de l'Université McGill en 1982 et une maîtrise en administration des affaires de la Sloan School of Management du MIT en 1998.
Thirsk, qui travaillait dans l'hôpital Reine Elizabeth de Montréal, est sélectionné en décembre 1983 par le Conseil national de recherches Canada pour joindre le programme astronautique canadien. Son entrainement commence en février 1984.

### Carrière spatiale
Il a servi comme spécialiste de charge utile de réserve pour Marc Garneau lors de la mission de la navette spatiale  STS-41-G, qui a volé du 5 au 13 octobre 1984.
Il réalise un vol en tant que spécialiste de charge utile, le 20 juin 1996, à bord du vol Columbia STS-78.
Le 27 mai 2009, il est le premier astronaute canadien à décoller (avec le cosmonaute russe Roman Romanenko et le spationaute belge Frank De Winne) à bord d'un véhicule russe Soyouz de Baïkonour, au Kazakhstan, pour entreprendre une mission de six mois à bord de la Station spatiale internationale (ISS). C'est aussi la première fois qu'un canadien doit séjourner dans l'espace pour une durée aussi longue, soit 6 mois. Enfin, lors du passage de sa collègue Julie Payette dans l'ISS lors de la mission STS-127, ils réalisent une première en réunissant deux canadiens dans l'espace en même temps.
Son retour sur Terre s'effectue le 1er décembre 2009, près de Arkalyk, au Kazakhstan, par le biais d'une capsule Soyouz TMA-15.
En octobre 2010, il annonce qu'il n'ira plus dans l'espace.